# 386

## Nașteri
- dată necunoscută: Galla Placidia  (d. 450)

## Decese
- dată necunoscută: Chiril al Ierusalimului  (n. 313)